# エレク・バクシク
エレク・バクシク（Elek Bacsik、1926年5月22日 - 1993年2月14日）は、ハンガリー系アメリカ人のジャズ・ギタリストおよびヴァイオリニスト。ギタリストのジャンゴ・ラインハルトは従兄弟。

## 略歴
ハンガリーのブダペスト生まれ。アルパード・バクシクとエルゼベト・ポチの息子。
ブダペスト音楽院でクラシック・ヴァイオリンを学び、その後、ジャズ・ギターに転向。ヨーゼフ・クィタ (Jozsef Quitter)とゲザ・ザボ (Geza Szabo)と共にビッグバンドで働き、1943年にこのバンドで初めてレコーディングを行った。数年後、ミハリー・タバニー (Mihaly Tabanyi)と共にヨーロッパとレバノンをツアーした。レナート・カロゾーネに雇われ、ピーター・ヴァン・ウッドとゲゲ・ディ・ジャコモとのカルテットに参加し、ベース、ヴァイオリン、ギターを演奏した。パリに住んでいたときは、ルー・ベネット、ディジー・ガレスピー、クエンティン・ジャクソン、アート・シモンズ、クラーク・テリーなど、通りすがりのアメリカのミュージシャンに同行した。また、フランスの歌手セルジュ・ゲンズブールをサポートした。1966年に渡米し、1974年までテレサ・ブリュワーに同行。1970年代にはヴァイオリンとエレクトリック・ヴァイオリンのリーダーとしてレコーディングを行った。1974年にニューポート・ジャズ・フェスティバルで演奏し、10年後にロサンゼルスで開催されたオリンピック・ジャズ・フェスティバルで演奏した。

## ディスコグラフィ

### リーダー・アルバム
- 『ジャズ・ギタリスト』 - The Electric Guitar of the Eclectic Elek Bacsik (1962年、Fontana)
- Guitar Conceptions (1963年、Fontana)
- I Love You (1974年、Bob Thiele Music)
- 『バード&ディズに捧ぐ』 - Bird and Dizzy: A Musical Tribute (1975年、Flying Dutchman)
- Europa Jazz (1982年、Europa Jazz) ※ステファン・グラッペリとのスプリット

### 参加アルバム
- バルバラ : 『私自身のためのシャンソン』 - Barbara Chante Barbara (1964年、Philips)
- バルバラ : Au Bois De Saint-Amand (1965年、Philips)
- ルー・ベネット : Dansez et Revez (2017年、Phono)
- セルジュ・ゲンズブール : 『コンフィデンシャル』 - Gainsbourg Confidentiel (1964年、Philips)
- セルジュ・ゲンズブール : 1963 Théâtre des Capucines (2001年、Mercury)
- ディジー・ガレスピー : 『ディジー・アット・ザ・フレンチ・リヴィエラ』 - Dizzy on the French Riviera (1962年、Philips)
- ディジー・ガレスピー : 『ニュー・ウェイヴ』 - New Wave! (1963年、Philips)
- クインシー・ジョーンズ : 『バンクジャック』 - $ (1972年、Reprise) ※映画『バンクジャック』サウンドトラック
- ジャンヌ・モロー : 『ジャンヌの新しい詩の世界』 - Jeanne Moreau No.2 12 Chansons (1967年、Jacques Canetti)
- クロード・ヌガロ : No. 2 (1963年、Philips)